# Fudbalski klub Partizan
Il Fudbalski klub Partizan (in serbo Фудбалски клуб Партизан?; letteralmente Associazione calcistica Partigiano), meglio noto come FK Partizan o Partizan Beograd e in Italia come Partizan Belgrado, è una società calcistica serba con sede nella città di Belgrado. Fondata il 4 ottobre del 1945 da una società polisportiva fu una delle prime sezioni istituite del Sportsko Društvo Partizan e prese parte all'Associazione Sportiva Jugoslava (oggi Associazione Sportiva Serba). Oltre alla sezione calcistica, la società polisportiva includeva altre 25 discipline, tra le quali il KK Partizan Belgrado, squadra di pallacanestro, e il VK Partizan Belgrado, squadra di pallanuoto.

## Storia

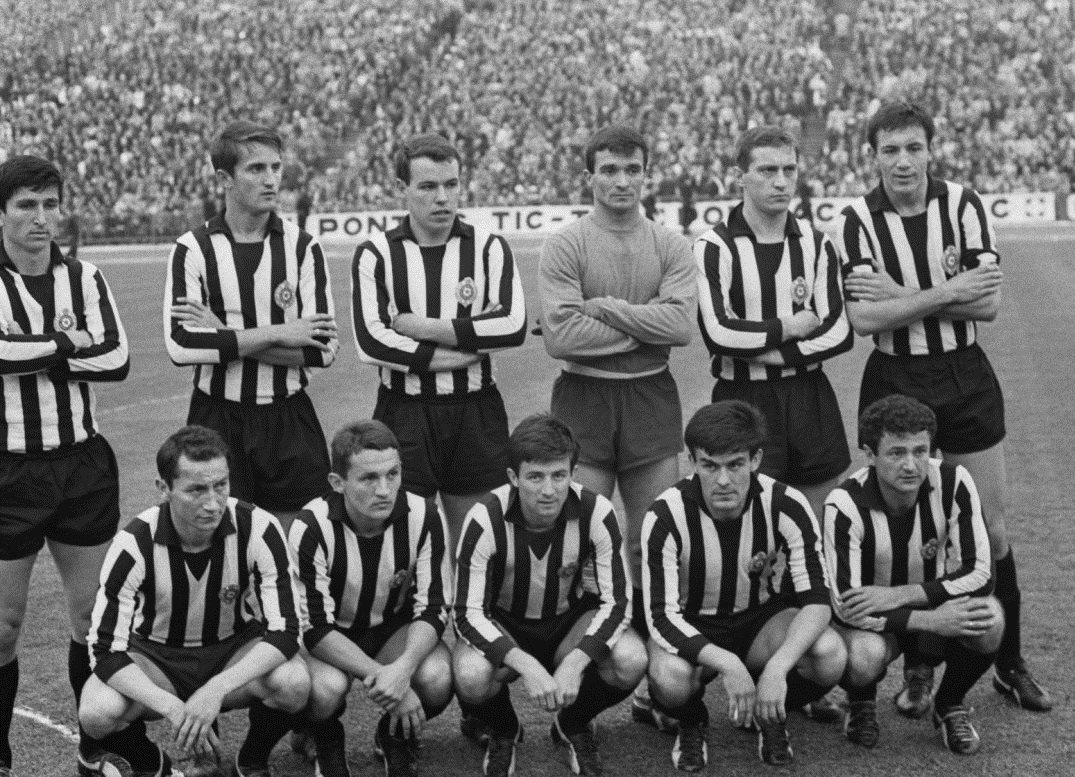
L'undici del Partizan finalista nella Coppa dei Campioni 1965-1966

Il club fu fondato da partigiani jugoslavi (da qui l'origine del nome). Nei suoi 75 anni di attività la squadra ha disputato 75 campionati nella SuperLiga (prima chiamata Prva Liga di Jugoslavia), conquistando 27 campionati nazionali, 16 coppe nazionali, una supercoppa nazionali, una Mitropa Cup, una Uhrencup e un Torneo di Viareggio. Grandi sono state le vittorie e ugualmente importanti le occasioni mancate per un soffio: una finale di Coppa dei Campioni nel 1966 persa con il Real Madrid per 2-1, sette volte finalista nelle coppe nazionali (1948, 1959, 1960, 1979, 1993, 1996, 1999) e undici volte è riuscito ad andare oltre la fase a gironi (sedicesimi, ottavi, quarti) nelle coppe europee (UEFA Champions League e Coppa UEFA). Il Partizan partecipò alla primissima edizione della Coppa Campioni nel 1955 giocando la prima partita del torneo contro lo Sporting Lisbona finita per 3-3. Divenne anche il primo club dell'est europeo ad avere giocato una finale di Coppa dei Campioni, dopo avere eliminato il Manchester United nelle semifinali del torneo. Negli ultimi anni la squadra ha partecipato alla Champions League dell'anno 2003-2004 inserita nel girone con Real Madrid, Porto e Olympique Marsiglia dopo avere eliminato nell'ultimo turno di qualificazione il Newcastle United. Il Partizan partecipò anche all'edizione 2004-2005 della Coppa UEFA raggiungendo gli ottavi di finale dove venne eliminato dal CSKA Mosca, campione in quell'edizione, per un risultato complessivo di 3-1 (1-1 andata; 0-2 ritorno).
La squadra FK Teleoptik che milita nella seconda divisione serba è di proprietà del Partizan. Secondo la federazione UEFA il Partizan possiede il secondo miglior settore giovanile europeo, dopo quello dell'Ajax. 
Il Partizan Belgrado è la seconda squadra più tifata in Serbia (con il 32,2%). I supporters locali della formazione costituiscono il gruppo ultras denominato Grobari, una delle tifoserie più accese al mondo. La partita più attesa dell'anno è sicuramente il derby di Belgrado tra Partizan e Stella Rossa, che è stato classificato tra i 10 derby più accesi del mondo riuscendo in passato a raggiungere la bellezza di 108.000 spettatori.
La società si posiziona al 2º posto nella classifica perpetua della Prva Liga Jugoslava.

## Colori e simboli

### Colori
| Manica sinistra · Manica sinistra · Maglietta · Maglietta · Manica destra · Manica destra · Pantaloncini · Calzettoni |
| kit del FK Partizan anni '60                                                                                          |

| Manica sinistra · Maglietta · Maglietta · Manica destra · Pantaloncini · Calzettoni |
| kit del FK Partizan anni '70                                                        |

| Manica sinistra · Maglietta · Maglietta · Manica destra · Pantaloncini · Calzettoni |
| kit del FK Partizan anni '80                                                        |

## Palmarès

### Competizioni nazionali
- Campionato jugoslavo: 11

1946-1947, 1948-1949, 1960-1961, 1961-1962, 1962-1963, 1964-1965, 1975-1976, 1977-1978, 1982-1983, 1985-1986, 1986-1987
- Campionato serbo-montenegrino: 8  (record)

1992-1993, 1993-1994, 1995-1996, 1996-1997, 1998-1999, 2001-2002, 2002-2003, 2004-2005
- Campionato serbo: 8

2007-2008, 2008-2009, 2009-2010, 2010-2011, 2011-2012, 2012-2013, 2014-2015, 2016-2017
- Coppa di Jugoslavia: 5

1947, 1952, 1954, 1956-1957, 1988-1989
- Coppa di Serbia e Montenegro: 4

1991-1992, 1993-1994, 1997-1998, 2000-2001
- Coppa di Serbia: 7  (record condiviso con la Stella Rossa)

2007-2008, 2008-2009, 2010-2011, 2015-2016, 2016-2017, 2017-2018, 2018-2019
- Ljetna liga prvaka: 1

1969
Supercoppe nazionali: 1
- Supercoppe di RSF Jugoslavia: 1

1989

### Competizioni internazionali
- Coppa Mitropa: 1

1977-1978

### Competizioni giovanili
- Juniorsko prvenstvo Jugoslavije u nogometu: 6

1955-1956, 1956-1957, 1957-1958, 1967-1968, 1983-1984, 1985-1986
- Omladinski kup Jugoslavije u nogometu: 4

1964-1965, 1967-1968, 1973-1974, 1982-1983
- Torneo di Viareggio: 1

1951
- Scirea Cup: 3

2004, 2005, 2012
- Blue Stars/FIFA Youth Cup: 1

2007
- Torneo Internazionale Nereo Rocco: 7

1990, 2006, 2007, 2010, 2013, 2017, 2022
- Gallini Cup: 3

2009, 2017, 2019

### Competizioni amichevoli
- Uhrencup: 1

1989

### Altri piazzamenti
- Campionato jugoslavo:

Secondo posto: 1953-1954, 1955-1956, 1957-1958, 1967-1968, 1969-1970, 1983-1984, 1986-1987, 1987-1988, 1991-1992
Terzo posto: 1947-1948, 1950, 1952-1953, 1958-1959, 1959-1960, 1966-1967, 1968-1969, 1984-1985, 1990-1991
- Kup Maršala Tita:

Finalista: 1948, 1958-1959, 1959-1960, 1978-1979
Semifinalista: 1950, 1957-1958, 1963-1964, 1966-1967, 1968-1969, 1980-1981, 1989-1990
- Campionato serbo:

Secondo posto: 1994-1995, 1999-2000, 2000-2001, 2003-2004, 2005-2006, 2006-2007, 2013-2014, 2015-2016, 2017-2018, 2019-2020, 2020-2021, 2021-2022, 2023-2024, 2024-2025
Terzo posto: 1997-1998, 2018-2019
- Coppa di Serbia:

Finalista: 1995-1996, 2014-2015, 2019-2020, 2020-2021, 2021-2022
Semifinalista: 2003-2004, 2004-2005, 2006-2007, 2009-2010, 2011-2012, 2023-2024
- Ljetna liga prvaka:

Terzo posto: 1973
- Kup prvoligaša:

Semifinalista: 1972-1973
- Coppa dei Campioni:

Finalista: 1965-1966
- Coppa Mitropa:

Semifinalista: 1956, 1959

## Statistiche e record

### Partecipazione ai campionati
- Partecipazioni al Campionato nazionale: 65
- Partecipazione alla Coppa dei Campioni/UEFA Champions League: 16
- Partecipazioni alla Coppa delle Coppe: 2
- Partecipazioni alla Coppa UEFA/UEFA Europa League: 19
- Partecipazioni alla Coppa delle Fiere: 3

### Statistiche di squadra
I bianco-neri sono detentori del record nel campionato jugoslavo, parlando in termini di punti segnati durante un solo campionato che furono 107, inoltre sono l'unica squadra che è riuscita ad arrivare imbattuta a fine campionato nella stagione 2004-05.
Probabilmente, una delle partite più emozionanti per i bianconeri fu la doppia sfida con il Celtic nella Coppa della Coppe del 1989. La prima partita fu giocata a Mostar dove il Partizan trionfò per 2-1. La partita di ritorno fu giocata in Scozia dove il Celtic vinse per 5-4. Il Partizan segnò negli ultimi minuti del match, e grazie alla regola dei gol fuori casa, si qualificò al turno successivo lasciando perplessi gli oltre 50.000 scozzesi presenti. Dopo aver eliminato il Manchester United (2-1) nelle semifinali, il Partizan disputò la finale di Coppa Campioni nel 1966 contro il Real Madrid perdendo per 2-1, in cui i bianco-neri fino al 70° conducevano la gara per 1-0 grazie al gol di testa del difensore Velibor Vasović.
Nel recente passato si ricorda la partecipazione del club alla fase finale della Champions League nel 2003-04. Dopo avere eliminato il Newcastle United al Saint James Park il Partizan venne sorteggiato nel gruppo F con Real Madrid, FC Porto (vincitore della Coppa UEFA 2002-03 e futuro campione della Champions League 2003-04) e Olympique Marsiglia (arrivato in finale di Coppa UEFA in quell'anno perdendo la finale con il Valencia). Il Partizan non perse neanche una delle gare in casa, pareggiò 0-0 con il Real Madrid e 1-1 con Porto e Olympique Marsiglia. Con questi risultati fu il primo club serbo che raggiunse la fase finale della Champions League dopo il 1992.
Nella stagione successiva il Partizan raggiunse gli Ottavi di Finale di Coppa UEFA dove venne eliminato dal CSKA Mosca (vincitore della Coppa UEFA in quell'anno) per un risultato complessivo di 3-1. Ai sedicesimi di finale i bianco-neri affrontarono in Dnipro e vinsero a San Pietroburgo allo scadere con gol di Radović ottenendo la qualificazione. Nella fase a gironi dimostrarono subito di essere una squadra motivata, trionfando sui greci dell'Egaleo per 4-0, pareggiando 1-1 con il Villareal in casa e 2-2 con la Lazio all'Olimpico di Roma.
Nei gironi di qualificazione della Coppa UEFA nell'edizione del 2007-08 il Partizan, sotto la decisione della UEFA, venne espulso dalla competizione e multato di € 30,056 a causa degli scontri durante il match contro lo HŠK Zrinjski Mostar dopo che i bianconeri trionfarono per 6-1 in trasferta e 5-0 in casa.
Le stagioni 2007-08, 2008-09, 2009-2010, 2010-2011 sono state per il Partizan delle ottime stagioni nella competizione nazionale. I bianconeri sono riusciti a vincere per quattro anni di seguito campionato e coppa lasciandosi la Stella Rossa alle spalle, regalando una grande gioia ai tifosi.
Da notare però che la coppa nazionale 2011 viene vinta a tavolino: durante la finale la squadra avversaria, il Vojvodina, abbandona l'incontro a 10 minuti dal termine (sul punteggio di 2-1 per i bianconeri, lamentando gravi errori arbitrali a suo carico.
Il 21 luglio 2009 il Partizan demolisce il Rhyl F.C., campione di Galles, per un risultato di 12-0 (8-0 in casa e 4-0 in trasferta), registrata come la maggiore vittoria nelle competizioni europee del club bianconero.

### Statistiche individuali
Il giocatore che detiene il record di presenze nella maglia del Partizan Belgrado è Momčilo Vukotić che ha collezionato ben 752 partite con i bianco-neri; un altro giocatore da ricordare è Stjepan Bobek che vestì per ben 468 la maglia bianco-nera segnando 403 gol.
Oltre 130 giocatori del Partizan Belgrado fecero parte della nazionale di calcio iugoslava; tra loro ricordiamo: Stjepan Bobek, Branko Zebec, Zlatko Čajkovski, Fahrudin Jusufi, Milan Galić, Milutin Šoškić, Slaviša Jokanović, Predrag Mijatović (ora direttore sportivo del Real Madrid) e Savo Milošević, altro giocatore cresciuto nel Partizan, che detiene il record di 102 presenze nella maglia della nazionale.
Uno dei giocatori leggendari del Partizan è Dragan Mance. È stato il trascinatore della squadra nella partita del secondo turno di Coppa UEFA del 1984–85 contro gli inglesi del Queens Park Rangers, una delle partite memorabili della storia del club. Il QPR aveva trionfato per 6-2 nella gara di andata: quando tutto sembrava già scritto, il Partizan riuscì nell'impresa di trionfare in casa per 4-0, qualificandosi al turno successivo. La partita tra QPR e Partizan Belgrado occupa la 70ª posizione nella classifica delle 100 partite più grandi della storia del calcio, in un sondaggio organizzato dalla emittente televisiva Eurosport nel settembre del 2009. Mance morì il 3 settembre del 1985 mentre andava all'allenamento in un incidente d'auto. Tutto ciò accadde quando il giocatore aveva solo 23 anni ed era al culmine della sua popolarità. La tragedia fu molto sentita dai Grobari, tanto che Mance fu nominato dai tifosi "leggenda della Curva Sud" e tutt'oggi viene ricordata, con cori e striscioni, la sua tragica scomparsa.

## Calciatori

### Vincitori di titoli
Calciatori campioni olimpici di calcio
- Milan Galić (Roma 1960)
- Fahrudin Jusufi (Roma 1960)
- Velimir Sombolac (Roma 1960)
- Milutin Šoškić (Roma 1960)

## Organico

### Rosa 2025-2026
Aggiornata al 12 luglio 2025.
| N. |                         | Ruolo | Calciatore         |
| -- | ----------------------- | ----- | ------------------ |
| 1  | Serbia (bandiera)       | P     | Marko Milošević    |
| 2  | Serbia (bandiera)       | D     | Aranđel Stojković  |
| 4  | Slovenia (bandiera)     | D     | Mario Jurčević     |
| 5  | Serbia (bandiera)       | D     | Mateja Milovanović |
| 6  | Serbia (bandiera)       | C     | Vanja Dragojević   |
| 7  | Serbia (bandiera)       | A     | Jovan Milošević    |
| 9  | Montenegro (bandiera)   | A     | Andrej Kostić      |
| 10 | Israele (bandiera)      | C     | Bibras Natkho      |
| 11 | Montenegro (bandiera)   | C     | Milan Vukotić      |
| 15 | RD del Congo (bandiera) | A     | Aldo Kalulu        |
| 17 | Serbia (bandiera)       | D     | Marko Živković     |
| 19 | Senegal (bandiera)      | A     | Demba Seck         |
| 21 | Serbia (bandiera)       | D     | Ivan Vasiljević    |
| 24 | Serbia (bandiera)       | D     | Vukašin Đurđević   |
| 27 | Senegal (bandiera)      | C     | Pape Fuhrer        |
| 28 | Bulgaria (bandiera)     | C     | Janis Karabel'ov   |
| 29 | Norvegia (bandiera)     | C     | Ghayas Zahid       |

| N. |                       | Ruolo | Calciatore         |
| -- | --------------------- | ----- | ------------------ |
| 30 | Montenegro (bandiera) | D     | Milan Roganović    |
| 31 | Serbia (bandiera)     | P     | Miloš Krunić       |
| 32 | Serbia (bandiera)     | A     | Nemanja Trifunović |
| 33 | Serbia (bandiera)     | D     | Stefan Petrović    |
| 36 | Serbia (bandiera)     | C     | Ognjen Ugrešić     |
| 39 | Ghana (bandiera)      | A     | Ibrahim Zubairu    |
| 40 | Serbia (bandiera)     | D     | Nikola Simić       |
| 42 | Serbia (bandiera)     | A     | Dušan Jovanović    |
| 44 | Montenegro (bandiera) | D     | Stefan Milić       |
| 50 | Serbia (bandiera)     | D     | Milan Lazarević    |
| 55 | Serbia (bandiera)     | D     | Uroš Filipović     |
| 70 | Serbia (bandiera)     | C     | Dimitrije Janković |
| 85 | Serbia (bandiera)     | P     | Nemanja Stevanović |
| 88 | Serbia (bandiera)     | P     | Vukašin Jovanović  |
| 90 | Serbia (bandiera)     | C     | Zoran Alilović     |
| 99 | Serbia (bandiera)     | C     | Bogdan Kostić      |

### Staff tecnico
| Nome               | Ruolo                |
| ------------------ | -------------------- |
|                    | Allenatore           |
| Marko Jovanović    | Vice allenatore      |
| Milan Kuljic       | Vice allenatore      |
| Nemanja Jovšić     | Preparatore portieri |
| Misa Filipovic     | Preparatore atletico |
| Dr. Sead Malićević | Medico sociale       |
| Slobodan Branković | Fisioterapista       |
| Igor Krtinic       | Fisioterapista       |
| Zeljko Djekic      | Fisioterapista       |
| Ljubomir Radeka    | Fisioterapista       |
| Dušan Nikolić      | Fisioterapista       |
| Jovana Stosic      | Fisioterapista       |
| Branko Vučićević   | Economista           |
| Rade Vučićević     | Economista           |

## Allenatori
| Dates     | Name                   |
| --------- | ---------------------- |
| 1945      | Franjo Glaser          |
| 1946–1951 | Illés Spitz            |
| 1952–1953 | Antun Pogačnik         |
| 1953      | Illés Spitz            |
| 1953–1954 | Milovan Ćirić          |
| 1954–1955 | Illés Spitz            |
| 1955–1956 | Aleksandar Tomašević   |
| 1956–1957 | Kiril Simonovski       |
| 1957      | Florijan Matekalo      |
| 1957–1958 | Géza Kalocsay          |
| 1958–1960 | Illés Spitz            |
| 1960–1963 | Stjepan Bobek          |
| 1963      | Kiril Simonovski       |
| 1963–1964 | Marko Valok            |
| 1964      | Florijan Matekalo      |
| 1964      | Aleksandar Atanacković |
| 1965      | Marko Valok            |
| 1965–1966 | Abdulah Gegić          |
| 1966      | Kiril Simonovski       |
| 1966–1967 | Stevan Vilotić         |
| 1967–1969 | Stjepan Bobek          |
| 1969      | Stevan Vilotić         |
| 1969–1970 | Kiril Simonovski       |
| 1970–1971 | Gojko Zec              |
| 1971–1973 | Velibor Vasović        |
| 1973–1974 | Mirko Damjanović       |
| 1974–1976 | Tomislav Kaloperović   |
| 1976      | Jovan Miladinović      |
| 1977–1978 | Ante Mladinić          |
| 1979      | Florijan Matekalo      |
| 1979      | Jovan Miladinović      |

| Dates     | Name                  |
| --------- | --------------------- |
| 1979–1980 | Josip Duvančić        |
| 1980–1982 | Tomislav Kaloperović  |
| 1982–1984 | Miloš Milutinović     |
| 1984–1987 | Nenad Bjeković        |
| 1987–1988 | Fahrudin Jusufi       |
| 1988–1989 | Momčilo Vukotić       |
| 1989–1990 | Ivan Golac            |
| 1990      | Nenad Bjeković        |
| 1990–1991 | Miloš Milutinović     |
| 1991–1992 | Ivica Osim            |
| 1992–1999 | Ljubiša Tumbaković    |
| 1999–2000 | Miodrag Ješić         |
| 2000–2002 | Ljubiša Tumbaković    |
| 2002–2003 | Lothar Matthäus       |
| 2004–2005 | Vladimir Vermezović   |
| 2005–2006 | Jürgen Röber          |
| 2006–2007 | Miodrag Ješić         |
| 2007      | Miroslav Đukić        |
| 2007–2009 | Slaviša Jokanović     |
| 2009–2010 | Goran Stevanović      |
| 2010-2012 | Aleksandar Stanojević |
| 2012      | Avraham Grant         |
| 2012-2013 | Vladimir Vermezović   |
| 2013      | Vuk Rašović           |
| 2013-2015 | Marko Nikolić         |
| 2015      | Zoran Milinković      |
| 2015      | Ljubinko Drulović     |
| 2016      | Ivan Tomić            |
| 2016-2017 | Marko Nikolić         |
| 2017-2018 | Miroslav Đukić        |

| Dates     | Name                  |
| --------- | --------------------- |
| 2018–2019 | Zoran Mirković        |
| 2019–2020 | Savo Milošević        |
| 2020–2022 | Aleksandar Stanojević |
| 2022-2024 | Igor Duljaj           |
| 2024–Oggi | Aleksandar Stanojević |

## Sponsorizzazioni
| Periodo   | Fornitore | Sponsor     |
| --------- | --------- | ----------- |
| 1996–1998 | Nike      | OKI         |
| 1998–2000 | Nike      | Peugeot     |
| 2000–2003 | Puma      | Peugeot     |
| 2003–2004 | Kappa     | Superfund   |
| 2004–2006 | Kappa     | Imlek       |
| 2006      | Kappa     | Austrotherm |
| 2006–2009 | Kappa     | Volkswagen  |
| 2009–2010 | Kappa     | MSI         |
| 2010-     | Adidas    | EPS         |

## Tifoseria

### Rivalità storiche
- Stella Rossa[3]
- Dinamo Zagabria
- Hajduk Spalato

La più accesa rivalità a livello nazionale è quella con la Stella Rossa, accentuata dalle differenze politiche tra le due tifoserie che provocano episodi violenti in occasione degli incontri tra le due squadre (denominati Derby eterno).